# Garry Jones (Radsportler)
Garry Jones (* 1. Mai 1946 in Hobart, Tasmanien) ist ein ehemaliger australischer Radrennfahrer.

## Sportliche Laufbahn
Jones war Teilnehmer der Olympischen Sommerspiele 1960 in Rom. Im Mannschaftszeitfahren kamen Warren Scarfe, Garry Jones, Alan Grindal und Frank Brazier auf den 21. Platz. Im olympischen Straßenrennen schied er aus.
Im Bahnradsport war er 1960 in der Mannschaftsverfolgung am Start. Das Team in der Besetzung Warren Scarfe, Garry Jones, Robert Whetters und Frank Brazier schied in der Qualifikationsrunde aus.